# Wind Gap
Wind Gap es un borough ubicado en el condado de Northampton en el estado estadounidense de Pensilvania. En el año 2000 tenía una población de 2.812 habitantes y una densidad poblacional de 796.1 personas por km².

## Geografía
Wind Gap se encuentra ubicado en las coordenadas 40°50′47″N 75°17′30″O / 40.84639, -75.29167.

## Demografía
Según la Oficina del Censo en 2000 los ingresos medios por hogar en la localidad eran de $35,030 y los ingresos medios por familia eran $46,681. Los hombres tenían unos ingresos medios de $36,735 frente a los $22,700 para las mujeres. La renta per cápita para la localidad era de $21,239. Alrededor del 11.9% de la población estaba por debajo del umbral de pobreza.